# Baralipton
Baralipton is een kevergeslacht uit de familie van de boktorren (Cerambycidae). De wetenschappelijke naam van het geslacht werd voor het eerst geldig gepubliceerd in 1857 door Thomson.

## Soorten
Baralipton omvat de volgende soorten:
- Baralipton cheworum Komiya, 2003
- Baralipton dohrni (Lameere, 1909)
- Baralipton maculosum Thomson, 1857
- Baralipton severini (Lameere, 1909)